# Concepte de literatură
Concepte de literatură și teorie literară

## A
- Anamneză
- Arhetip
- Arhetipologie

## B
- Bovarism

## C
- Clasicism
- Comparatism
- Concept
- Critică literară

## D
- Dandysm [1]
- Didascalii

## E
- Eglogă
- Ekphrastică
- Enciclopedism
- Expresionism

## F
- Filologie
- Filozofia culturii
- Fiziologie literară

## G
- Gândirism

## I
- Iconologie
- Imagism
- Instrumentalism

## L
- Literatură universală

## M
- Modernism

## N
- Naturalism

## P
- Parnasianism
- Poporanism
- Postmodernism
- Părțile tragediei

## R
- Romanism
- Romantism
- Roman modern
- Roman obiectiv
- Roman subiectiv

## S
- Sămănătorism
- Simbolism
- Sociologie literară

## T
- Teoria literaturii
- Tragedie
- Tragicul

## V
- Vorticism